# 레드디어강

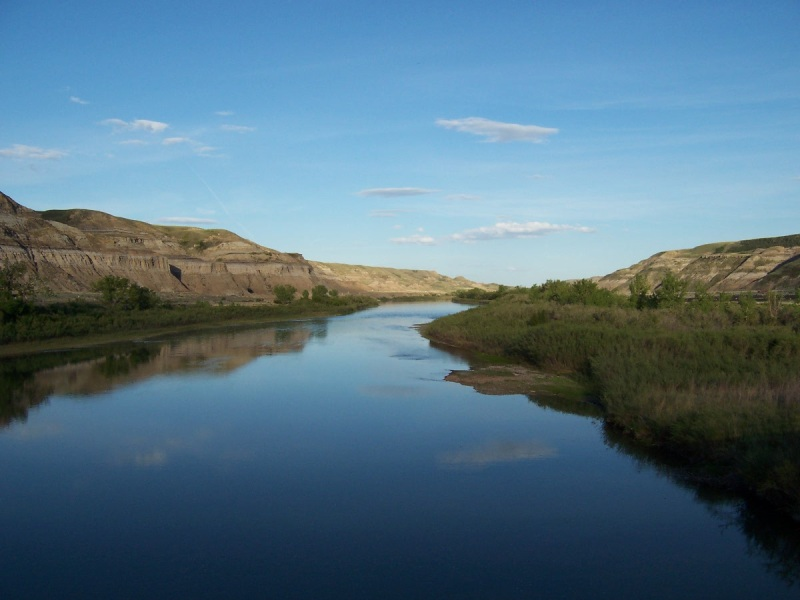
레드디어강

레드디어강(영어: Red Deer River)은 캐나다 앨버타주, 서스캐처원주에 위치한 강으로 길이는 724km, 유역 면적은 45,100km2, 평균 유랑은 70m3/s이다. 강 이름은 앨버타주에 거주했던 아메리카 원주민인 크리족의 언어로 "엘크의 강"을 뜻한다.
강의 유역의 대부분은 앨버타주에 위치하고 있고 소수는 서스캐처원주에 위치한다. 캐나다 로키산맥의 동쪽 기슭에서 발원하여 밴프 국립공원과 인접한 산악 지대를 북동쪽으로 흐른다. 앨버타주 레드디어에서 동쪽으로 방향을 바꾼 다음에는 앨버타주-서스캐처원주 간의 경계 지점으로 흘러간다. 사우스서스캐처원강과 합류한 다음에 허드슨만 방향으로 흘러간다.